# Економічний район Гірський Ширван
Гірський Ширван — економічний район Азербайджану.

## Склад
До економічного району Гірський Ширван входять Агсуський, Ісмаіллінський, Гобустанський і Шамахинський адміністративні райони.

## Географічні характеристики
Економічний район на півночі межує з Ґуба-Хачмазьким, на заході з Шекі-Загатальським, на півдні з Аранським, на сході з Апшеронським економічними районами. 
Загальна площа економічного району дорівнює 6,06 тисяч квадратних кілометрів (7% території країни). 
Територія економічного району характеризується гірським і рівнинним рельєфом.

## Населення
Населення регіону становить 283,6 тис. осіб (на 1 січня 2010 р.) або 3,2% населення країни. У порівнянні з іншими економічними районами країни, Гірський Ширван відрізняється відносно слабкою заселеністю. Середня щільність населення становить 47 осіб на кожен квадратний кілометр.
Кількість народившихся в гірському Ширвані у 2009 році склала 5 191 чоловік (народжуваність — 18,4 / 1 000 чоловік), кількість померлих — 1 918 чоловік (смертність — 6,8 / 1 000 чоловік). Природний приріст населення — 3 273 особи (11,6 / 1 000 чоловік).

## Клімат
Клімат регіону дуже різноманітний. Клімат високогірних частин є вологим помірно холодним, а рівнинних територій теплим і посушливим.

## Корисні копалини
Економічний район Гірський Ширван не багатий корисними копалинами промислового значення. У регіоні є в основному камені, гравій, глина, пісок, вапняковий камінь та інші будівельні матеріали. Гірська зона регіону багата мінеральними водами лікувального та курортного значення. Ці води використовуються в основному в лікувальних і питних цілях.

## Економіка
Економічний район Гірський Ширван володіє широкою транспортною мережею. Через економічний район проходять магістральна залізниця міжнародного значення Баку-Тбілісі і шосейна дорога республіканського значення Баку-Газах.
Загальна земельна площа економічного району Гірський Ширван становить 684 тис. га. Площі придатні для сільського господарства в регіоні дорвнюють 408 тис. га, що становить 59,7% загальної території. Площі придатні для присадибного господарства становлять 10 тис. га (1,5%). Лісові площі економічного району становлять 82 тис. га (12%), інші площі 183 тис. га (26,8%).
Попри те, що економічний район Гірський Ширван є територією древнього заселення, промисловість району відносно слабко розвинена. Основу промисловості району становлять галузі, які перероблюють місцеву сільськогосподарську продукцію. Легка промисловість району представлена такими галузями як виноробство, плодівництво, швейна промисловість і килимарство. Економічний район виробляє продукцію на 145,8 млн. манатів. З них промислова продукція становить 5,9 млн манатів і сільськогосподарська продукція — 83 млн манатів. Середня заробітна плата в економічному районі дорівнює 61,7 манатів. На частку регіону припадає 2,03% роздрібного товарообігу республіки.